# Kameanîi Brid, Baranivka
Kameanîi Brid (în ucraineană Кам`яний Брід) este o așezare de tip urban din raionul Baranivka, regiunea Jîtomîr, Ucraina. În afara localității principale, mai cuprinde și satele Cervonodvirka, Dibrivka, Jovte și Tartak.

## Demografie
Componența lingvistică a așezării de tip urban Kameanîi Brid
     Ucraineană (98,01%)
     Rusă (1,76%)
     Alte limbi (0,11%)
Conform recensământului din 2001, majoritatea populației așezării de tip urban Kameanîi Brid era vorbitoare de ucraineană (98,01%), existând în minoritate și vorbitori de rusă (1,76%).